# Just a Kiss (film, 2002)
Pour l’article homonyme, voir Just a Kiss.
Pour plus de détails, voir Fiche technique et Distribution.
Just a Kiss est un film américain réalisé par Fisher Stevens, sorti en 2002.

## Synopsis
Un groupe de trentenaires à des problèmes avec la fidélité conjugale.

## Fiche technique
- Titre : Just a Kiss
- Réalisation : Fisher Stevens
- Scénario : Patrick Breen d'après sa pièce de théâtre
- Musique : Sean Dinsmore
- Photographie : Terry Stacey
- Montage : Gary Levy
- Production : Matthew H. Rowland
- Société de production : GreeneStreet Films
- Société de distribution : Paramount Classics (États-Unis)
- Pays :  États-Unis
- Genre : Romance et comédie dramatique
- Durée : 89 minutes
- Dates de sortie : 
  -  États-Unis : 27 septembre 2002

## Distribution
- Marley Shelton : Rebecca
- Ron Eldard : Dag
- Patrick Breen : Peter
- Sanjiv Jhaveri : Cabbie
- Kelly Cole : Jimmy
- Kyra Sedgwick : Halley
- Zoe Caldwell : Jessica
- Marisa Tomei : Paula
- Peter Dinklage : Dink
- Sarita Choudhury : Colleen
- Bruno Amato : Joe
- Ron Rifkin : Dr. Fauci

## Accueil
Le film a reçu un accueil défavorable de la critique. Il obtient un score moyen de 39 % sur Metacritic.